# 地電流
地電流（ちでんりゅう、earth current、telluric current）とは、地球内部を流れる電流。
地電流には、自然が原因となって流れるもの、人為的要因によるものなどさまざまなものがあるが、一番の要因は、地磁気の変動に伴う電磁誘導である。太陽の活動の影響で電離層や磁気圏に電流が流れると、地磁気が変動し、それによって電流が誘導されるのである。また、雷によっても地電流が作られる。
主に地球表面の地殻やマントルで観測される。クラスノゴルスカヤ、レミゾフおよびバンヤンの1975年の調査によると、1m離れた2つの地点間の電位差は0.2V～1,000Vで、北半球全体では12時間あたり100～1,000Aだろうと推測されている。この電位差は地面と雷雲の間に雷による電流を流す（雷による放電を発生させる）のには十分な量である。
地電流を利用した電源も研究されている。地面に電極を置く場合は地球バッテリー（Earth battery）、海に電極を置く場合は海バッテリー（Sea battery）と呼ばれ、19世紀には実際に電気設備の電源として利用することに成功している。地球磁場の磁力線または経線に沿って、異なる2種類の導体を南北に置くと電流が流れるという仕組みで、発電機などを必要としない自然の電源として利用することができる。しかし、地域差が大きいことや取り出すことができる電気の量が小さいことから、一般的には普及していない。
地電流は、断層や火山などの地下構造を探査するのに用いられることがある。1930年代より、地震と地電流には密接な関係があるとの説に基づき、さまざまなモデルが提唱された。